# Mal día para pescar
Mal día para pescar é um filme de comédia dramática hispano-uruguaio de 2009 dirigido e coescrito por Álvaro Brechner. O roteiro, do próprio Brechner e de Gary Piquer, é baseado num conto de Juan Carlos Onetti. 
Foi selecionado como representante do Uruguai à edição do Oscar 2010, organizada pela Academia de Artes e Ciências Cinematográficas.

## Elenco
- Gary Piquer - Prince Orsini
- Jouko Ahola - Jacob van Oppen
- Antonella Costa - Adriana
- César Troncoso - Heber
- Roberto Pankow - el Turco
- Bruno Aldecosea - Diaz Grey